# برونو براكيه
برونو براكيه (بالفرنسية: Bruno Braquehais)‏ (و. 1823 – 1875 م) هو مصور، ومصور أخبار من فرنسا. ولد في دييب (السين البحرية).
توفي عن عمر يناهز 52 عاماً.

## معرض صور

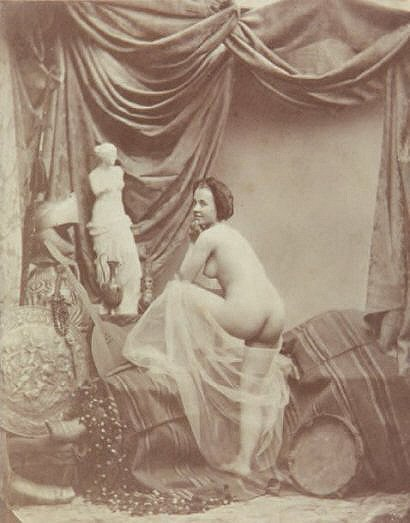
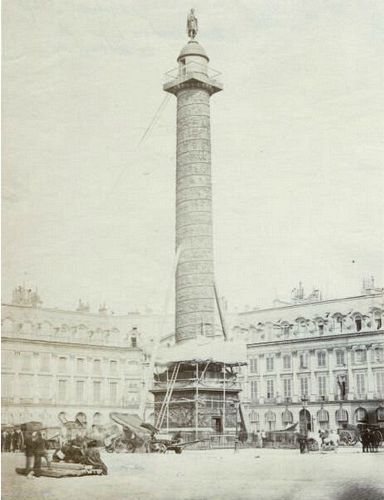
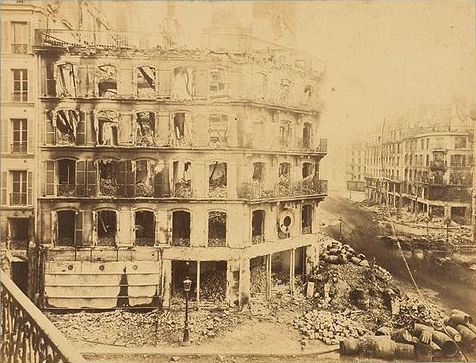
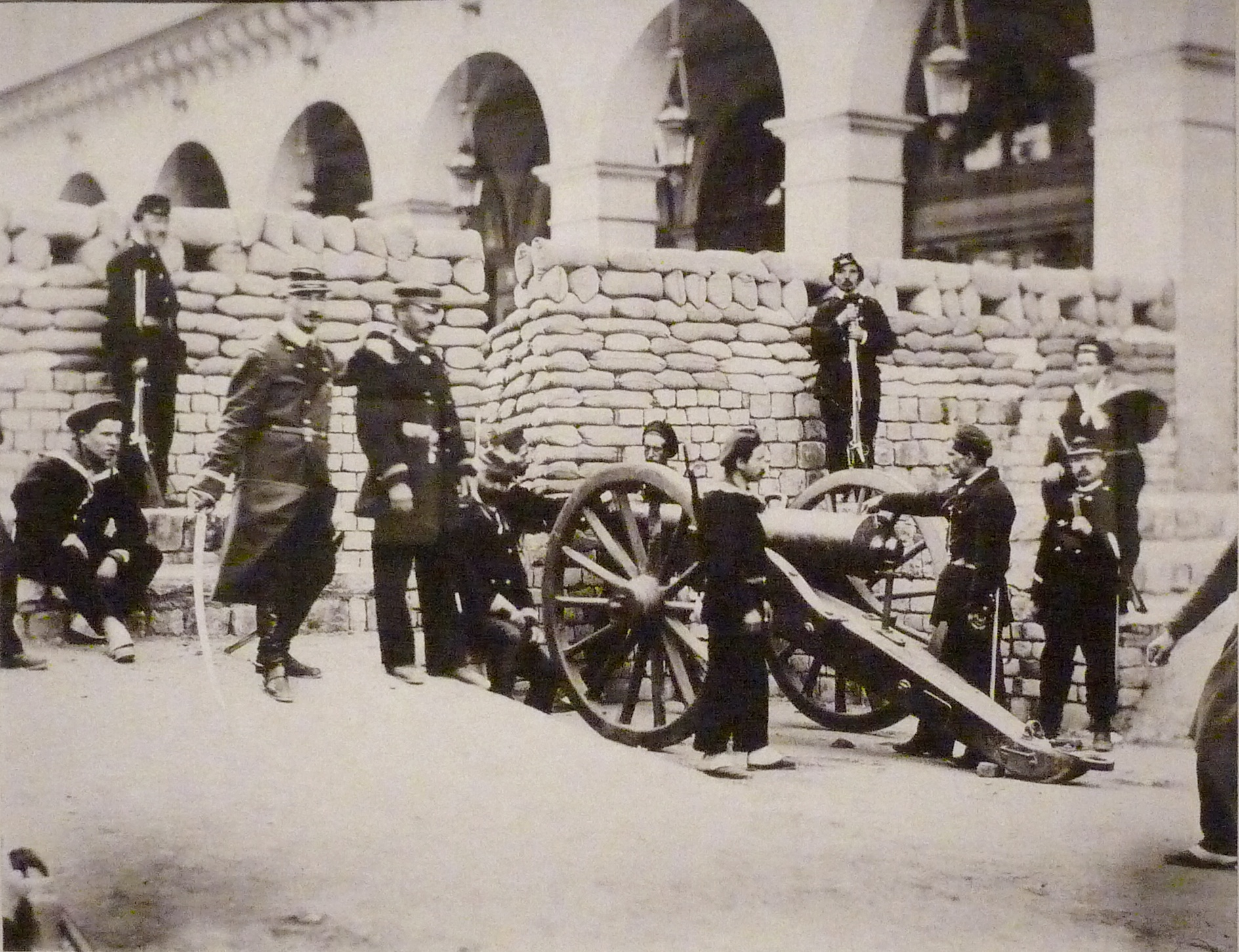